# ATP Finals 2021
Die ATP Finals 2021 (englisch, offiziell Nitto ATP Finals) wurden vom 14. bis 21. November 2021 in der Pala Alpitour in Turin ausgetragen. Neben den vier Grand-Slam-Turnieren ist er der wichtigste Wettbewerb im Herrenprofitennis und findet jeweils am Ende der Saison statt. Das Turnier ist Teil der ATP Tour 2021.
Vorjahressieger waren Daniil Medwedew im Einzel sowie Wesley Koolhof und Nikola Mektić im Doppel. Im Einzel gewann Alexander Zverev, im Doppel siegten Pierre-Hugues Herbert und Nicolas Mahut.

## Preisgeld und Punkte
Das Preisgeld betrug 14,5 Millionen US-Dollar. Das Preisgeld wird kumuliert. Ein Turniersieger ohne Niederlage würde demnach 1.500 Punkte und 2.316.000 US-Dollar im Einzel bzw. 429.000 US-Dollar im Doppel bekommen.
| Runde                      | Einzel                                                       | Doppel 1                                                   | Punkte |
| -------------------------- | ------------------------------------------------------------ | ---------------------------------------------------------- | ------ |
| Turniersieger              | 1.094.000 $                                                  | 164.000 $                                                  | 500    |
| Halbfinalsieger            | 0530.000 $                                                   | 084.000 $                                                  | 400    |
| Gruppenphase pro Sieg      | 0173.000 $                                                   | 033.000 $                                                  | 200    |
| Antrittsgeld               | 3 Spiele = 173.000 $ 2 Spiele = 129.750 $ 1 Spiel = 86.500 $ | 3 Spiele = 82.000 $ 2 Spiele = 61.000 $ 1 Spiel = 32.000 $ | —      |
| Ersatzspieler (kein Match) | 093.000 $                                                    | 033.000 $                                                  | —      |

## Einzel

### Qualifikation
Es qualifizierten sich die acht bestplatzierten Spieler der ATP Tour für diesen Wettbewerb. Dazu kamen noch zwei Reservisten. Wenn ein oder zwei Grand-Slam-Turniersieger der laufenden Saison zwischen Platz 8 und 20 der ATP Tour platziert waren, erhielten diese den achten Start- und den ersten Reserveplatz.
| Race to Turin | Race to Turin         | Race to Turin | Race to Turin       |
| #             | Spieler               | Punkte        | Qualifikationsdatum |
| ------------- | --------------------- | ------------- | ------------------- |
| 1             | Novak Đoković         | 9370          | 11. Juli 2021       |
| 2             | Daniil Medwedew       | 7070          | 13. September 2021  |
| 3             | Alexander Zverev      | 5955          | 11. Oktober 2021    |
| 4             | Stefanos Tsitsipas    | 5695          | 13. September 2021  |
| 5             | Andrei Rubljow        | 4210          | 23. Oktober 2021    |
| 6             | Matteo Berrettini     | 4090          | 25. Oktober 2021    |
| 7             | Hubert Hurkacz        | 3315          | 5. November 2021    |
| 8             | Casper Ruud           | 3275          | 4. November 2021    |
| 9             | Jannik Sinner         | 3015          |                     |
| —             | Rafael Nadal          | 2985          |                     |
| 10            | Cameron Norrie        | 2945          |                     |
| —             | Félix Auger-Aliassime | 2545          |                     |

### Gruppe Grün

#### Ergebnisse
| Spieler        | Spieler            | Ergebnis       |
| -------------- | ------------------ | -------------- |
| Novak Đoković  | Casper Ruud        | 7:64, 6:2      |
| Andrei Rubljow | Stefanos Tsitsipas | 6:4, 6:4       |
| Novak Đoković  | Andrei Rubljow     | 6:3, 6:2       |
| Casper Ruud    | Cameron Norrie     | 1:6, 6:3, 6:4  |
| Casper Ruud    | Andrei Rubljow     | 2:6, 7:5, 7:65 |
| Novak Đoković  | Cameron Norrie     | 6:2, 6:1       |

#### Tabelle
| Pos. | Setzliste | Spieler            | Matches | Sätze | Spiele |
| ---- | --------- | ------------------ | ------- | ----- | ------ |
| 1    | 1         | Novak Đoković      | 3:0     | 6:0   | 37:16  |
| 2    | 8         | Casper Ruud        | 2:1     | 4:4   | 37:43  |
| 3    | 5         | Andrei Rubljow     | 1:2     | 3:4   | 34:36  |
| 4    | 10        | Cameron Norrie     | 0:2     | 1:4   | 16:25  |
| 5    | 4         | Stefanos Tsitsipas | 0:1     | 0:2   | 8:12   |

### Gruppe Rot

#### Ergebnisse
| Spieler          | Spieler           | Ergebnis         |
| ---------------- | ----------------- | ---------------- |
| Daniil Medwedew  | Hubert Hurkacz    | 6:75, 6:3, 6:4   |
| Alexander Zverev | Matteo Berrettini | 7:67, 1:0 aufgg. |
| Daniil Medwedew  | Alexander Zverev  | 6:3, 6:73, 7:66  |
| Jannik Sinner    | Hubert Hurkacz    | 6:2, 6:2         |
| Alexander Zverev | Hubert Hurkacz    | 6:2, 6:4         |
| Daniil Medwedew  | Jannik Sinner     | 6:0, 6:75, 7:68  |

#### Tabelle
| Pos. | Setzliste | Spieler           | Matches | Sätze | Spiele |
| ---- | --------- | ----------------- | ------- | ----- | ------ |
| 1    | 2         | Daniil Medwedew   | 3:0     | 6:3   | 56:43  |
| 2    | 3         | Alexander Zverev  | 2:1     | 5:2   | 36:31  |
| 3    | 9         | Jannik Sinner     | 1:1     | 3:2   | 25:23  |
| 4    | 7         | Hubert Hurkacz    | 0:3     | 1:6   | 24:42  |
| 5    | 6         | Matteo Berrettini | 0:1     | 0:2   | 0:0    |

### Halbfinale
| Spieler          | Spieler       | Ergebnis       |
| ---------------- | ------------- | -------------- |
| Alexander Zverev | Novak Đoković | 7:64, 4:6, 6:3 |
| Daniil Medwedew  | Casper Ruud   | 6:4, 6:2       |

### Finale
| Spieler          | Spieler         | Ergebnis |
| ---------------- | --------------- | -------- |
| Alexander Zverev | Daniil Medwedew | 6:4, 6:4 |

## Doppel

### Qualifikation
Es qualifizierten sich die acht bestplatzierten Doppelpaarungen der ATP Tour für diesen Wettbewerb. Qualifiziert war allerdings auch ein Team, das ein Grand-Slam-Turnier gewonnen und sich zum Jahresende einen Platz in den Top 20 der Weltrangliste gesichert hatte.

### Gruppe Grün

#### Ergebnisse
| Spieler                            | Spieler                            | Ergebnis         |
| ---------------------------------- | ---------------------------------- | ---------------- |
| Nikola Mektić Mate Pavić           | Ivan Dodig Filip Polášek           | 6:4, 7:66        |
| Kevin Krawietz Horia Tecău         | Marcel Granollers Horacio Zeballos | 6:3, 6:71, 10:6  |
| Marcel Granollers Horacio Zeballos | Nikola Mektić Mate Pavić           | 6:4, 7:64        |
| Ivan Dodig Filip Polášek           | Kevin Krawietz Horia Tecău         | 7:62, 7:5        |
| Nikola Mektić Mate Pavić           | Kevin Krawietz Horia Tecău         | 6:4, 6:4         |
| Marcel Granollers Horacio Zeballos | Ivan Dodig Filip Polášek           | 4:6, 7:610, 10:6 |

#### Tabelle
| Pos. | Setzliste | Spieler                            | Matches | Sätze | Spiele |
| ---- | --------- | ---------------------------------- | ------- | ----- | ------ |
| 1    | 4         | Marcel Granollers Horacio Zeballos | 2:1     | 5:3   | 35:35  |
| 2    | 1         | Nikola Mektić Mate Pavić           | 2:1     | 4:2   | 35:31  |
| 3    | 6         | Ivan Dodig Filip Polášek           | 1:2     | 3:4   | 36:36  |
| 4    | 8         | Kevin Krawietz Horia Tecău         | 1:2     | 2:5   | 32:36  |

### Gruppe Rot

#### Ergebnisse
| Spieler                             | Spieler                             | Ergebnis         |
| ----------------------------------- | ----------------------------------- | ---------------- |
| Rajeev Ram Joe Salisbury            | Juan Sebastián Cabal Robert Farah   | 7:5, 2:6, 11:9   |
| Pierre-Hugues Herbert Nicolas Mahut | Jamie Murray Bruno Soares           | 6:3, 7:65        |
| Rajeev Ram Joe Salisbury            | Pierre-Hugues Herbert Nicolas Mahut | 6:77, 6:0, 13:11 |
| Juan Sebastián Cabal Robert Farah   | Jamie Murray Bruno Soares           | 6:2, 6:4         |
| Rajeev Ram Joe Salisbury            | Jamie Murray Bruno Soares           | 6:1, 7:65        |
| Pierre-Hugues Herbert Nicolas Mahut | Juan Sebastián Cabal Robert Farah   | 7:61, 6:4        |

#### Tabelle
| Pos. | Setzliste | Spieler                             | Matches | Sätze | Spiele |
| ---- | --------- | ----------------------------------- | ------- | ----- | ------ |
| 1    | 2         | Rajeev Ram Joe Salisbury            | 3:0     | 6:2   | 36:25  |
| 2    | 3         | Pierre-Hugues Herbert Nicolas Mahut | 2:1     | 5:2   | 33:32  |
| 3    | 5         | Juan Sebastián Cabal Robert Farah   | 1:2     | 3:4   | 33:29  |
| 4    | 7         | Jamie Murray Bruno Soares           | 0:3     | 0:6   | 22:38  |

### Halbfinale
| Paarung                             | Paarung                            | Ergebnis        |
| ----------------------------------- | ---------------------------------- | --------------- |
| Rajeev Ram Joe Salisbury            | Nikola Mektić Mate Pavić           | 4:6, 7:63, 10:4 |
| Pierre-Hugues Herbert Nicolas Mahut | Marcel Granollers Horacio Zeballos | 6:3, 6:4        |

### Finale
| Paarung                             | Paarung                  | Ergebnis  |
| ----------------------------------- | ------------------------ | --------- |
| Pierre-Hugues Herbert Nicolas Mahut | Rajeev Ram Joe Salisbury | 6:4, 7:60 |